# Altos del Rosario
Altos del Rosario – miasto w Kolumbii, w departamencie Bolívar.